# 赭曲霉
赭曲霉（学名：Aspergillus ochraceus）是属于散囊菌目发菌科曲霉属的一种真菌，可生长在土壤、药材、虫草、蚂蚁、羊粪、野果、霉腐物等基物上。该种分布于中国、荷兰、阿根廷、澳大利亚、巴哈马、巴西、加拿大、埃及、法国、加纳、海地、印度、伊拉克、以色列、意大利、牙买加、日本、科威特、利比亚、马来西亚、摩洛哥、新西兰、巴拿马、巴基斯但、秘鲁、波兰、西班牙、南非、叙利亚、土耳其、英国、美国等地。